# Моха

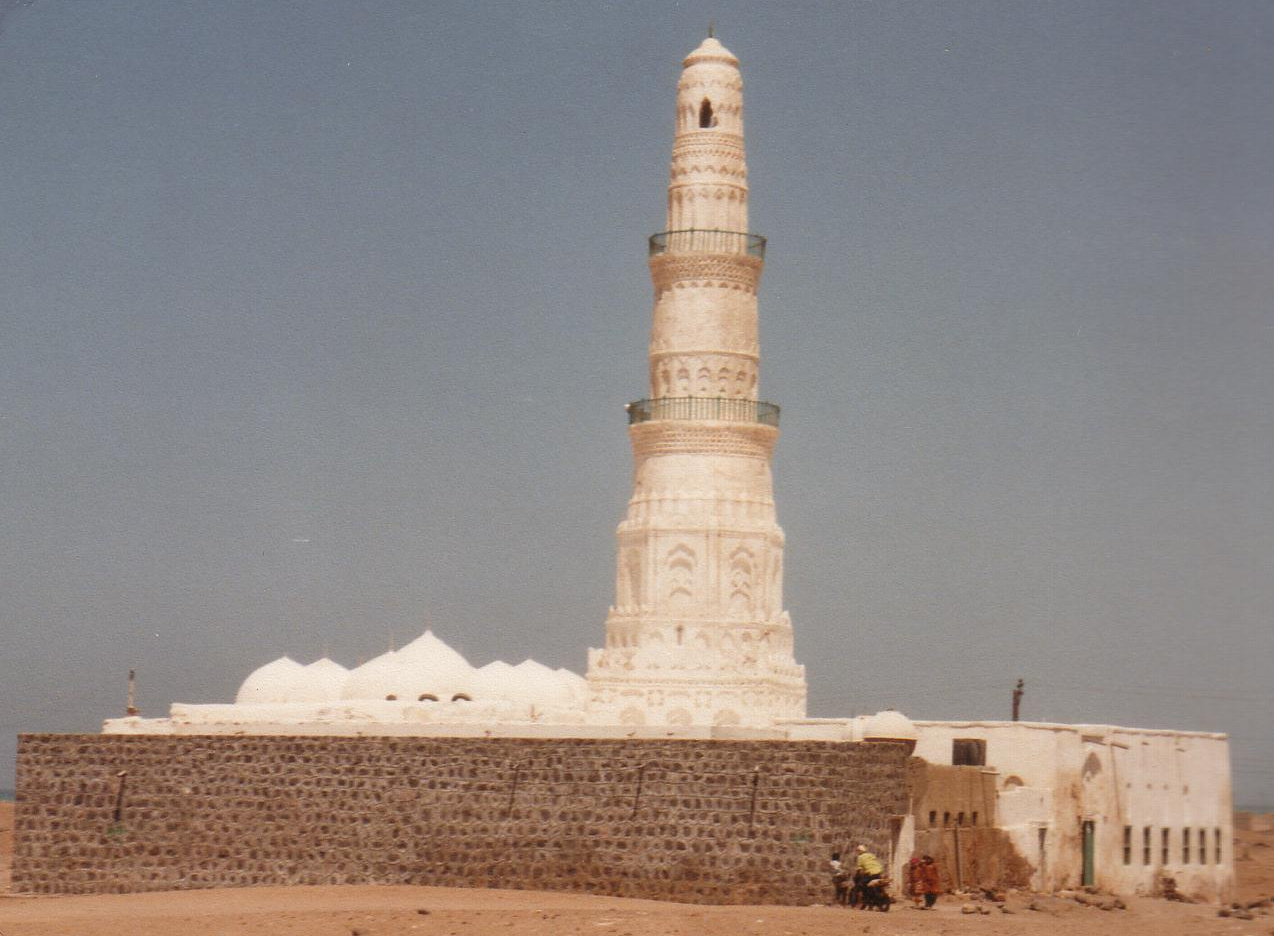
Мечеть в місті Моха.

Моха' (Муха') (араб. المُخا, трансліт. al-Mukhā; англ. al-Mocha) — єменське портове місто на Червоному морі, у честь якого був названий сорт кави — мокко.
Розташоване за 74 км до С. від Баб-ель-Мандебської прот., з обширною гаванню, захищеною двома фортецями. Від 14 до 15 тис. жителів. Раніше звідси вивозився найкращий сорт кави; тепер значення Моха впало.

## Порт і кава
Місто-порт Моха відоме тим, що було основним ринком і портом з вивозу кави з Ємену з XV по XVII століття. Навіть після того, як були знайдені інші джерела кави, кавові боби Mocha (також звані Санані або Mocha Санані боби, тобто з Сани) продовжували цінуватися за їх особливий аромат і залишаються такими донині.
За словами мандрівника Джеронімо Лобо, який ходив на кораблі по Червоному морю в 1625 році, Моха мав «раніше обмежену репутацію і торгівлю», але через «прихід турків до влади по всій Аравії, він став головним містом території, що знаходиться під турецьким пануванням, хоча це не місце проживання паші, який знаходився на відстані в два дні шляху в глиб країни в місті Сана». Lobo додає, що його значення як порту було закріплено Османським законом, що встановив що всі судна, що входять в Червоне море, повинні заходити в порт Моха і платити мито за свої вантажі.
Remedius Prutky проходячи через Моху в 1752 році виявив, що місто немов «нічліжка пророка Мухаммеда, яка походила на величезний багатоквартирний блок викладений з багатьох сотень окремих осередків (клітин), де житло було орендовано для всіх незнайомців без дискримінації раси або релігії.» "Він також виявив ряд європейських кораблів в гавані: три французьких, чотири англійських, два голландських і один португальський ".

## Клімат
| Клімат міста              | Клімат міста | Клімат міста | Клімат міста | Клімат міста | Клімат міста | Клімат міста | Клімат міста | Клімат міста | Клімат міста | Клімат міста | Клімат міста | Клімат міста | Клімат міста |
| Показник                  | Січ.         | Лют.         | Бер.         | Квіт.        | Трав.        | Черв.        | Лип.         | Серп.        | Вер.         | Жовт.        | Лист.        | Груд.        |              |
| Середній максимум, °C     | 31,2         | 31,5         | 33,4         | 35,4         | 37,6         | 38,8         | 39,5         | 38,9         | 37,6         | 35,7         | 33,2         | 31,4         |              |
| Середня температура, °C   | 26,7         | 27,1         | 28,8         | 30,6         | 32,7         | 34,0         | 34,6         | 34,0         | 33,0         | 31,0         | 28,9         | 27,2         |              |
| Середній мінімум, °C      | 22,3         | 22,7         | 24,2         | 25,9         | 27,8         | 29,2         | 29,7         | 29,1         | 28,4         | 26,3         | 24,0         | 23,0         |              |
| Норма опадів, мм          | 5            | 2            | 4            | 4            | 2            | 1            | 8            | 14           | 22           | 6            | 2            | 5            |              |
| ------------------------- | ------------ | ------------ | ------------ | ------------ | ------------ | ------------ | ------------ | ------------ | ------------ | ------------ | ------------ | ------------ | ------------ |
| Джерело: Climate-Data.org |              |              |              |              |              |              |              |              |              |              |              |              |              |